# Grenzach-Wyhlen

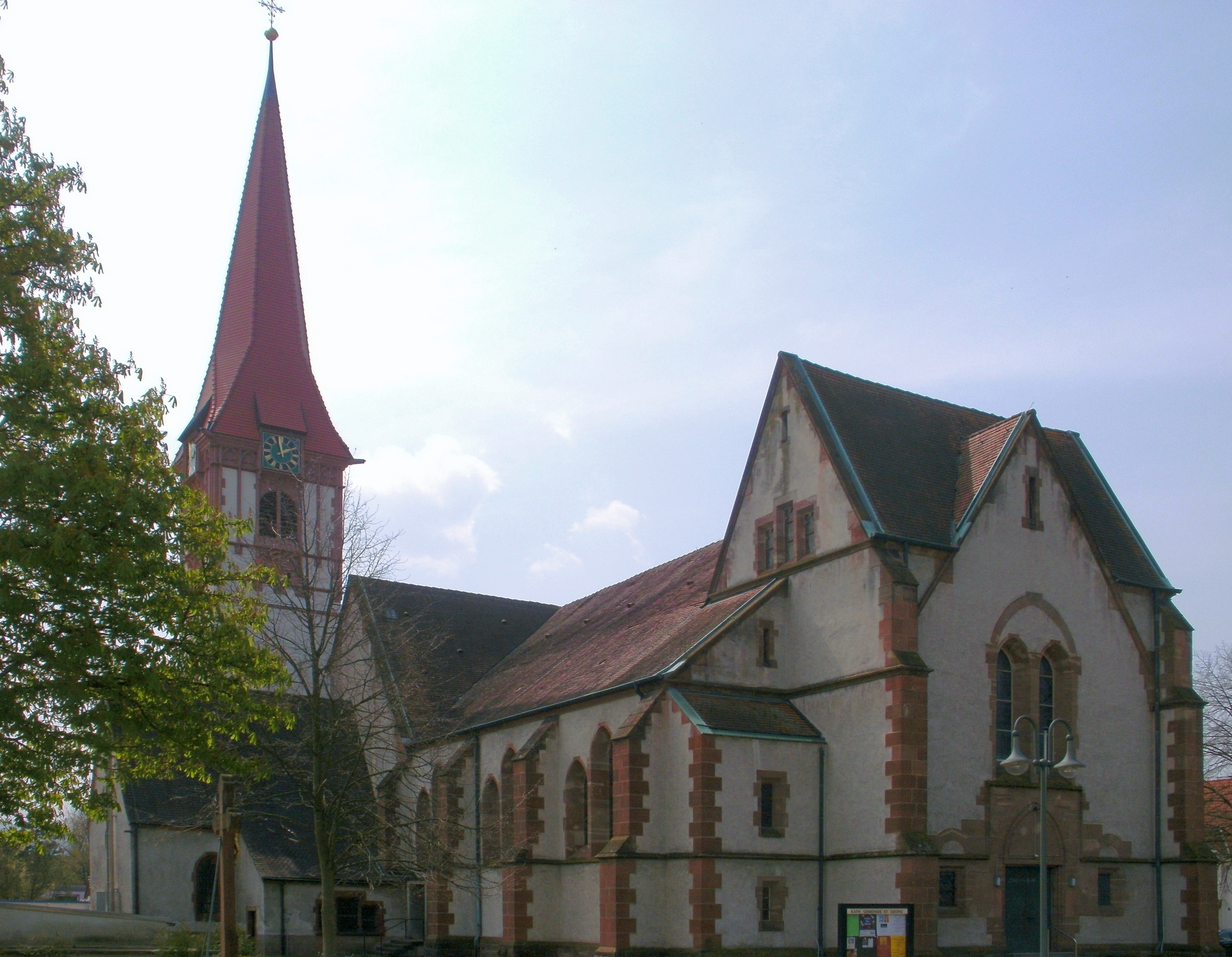
Biserica Sankt Georg

Grenzach-Wyhlen (în latină Carantiacum) este o comună din landul Baden-Württemberg, Germania. Istoric, aceasta a fost separată în satele sale componente, Grenzach și Wyhlen, cel dintâi aflându-se sub controlul Margraviatului de Baden, iar cel din urmă sub cel al Austriei Anterioare. În urma războiului de 30 de ani, Wyhlem va ajunge și el sub controlul casei de Baden, margraviatul devenit între timp Electoratul de Baden.
1. ↑   http://www.statistik.baden-wuerttemberg.de/BevoelkGebiet/Bevoelkerung/01515020.tab?R=GS336105 Lipsește sau este vid: |title= (ajutor)